# Koliszewo
Pour les articles homonymes, voir Koliszewo.
Koliszewo (prononciation : [kɔliˈʂɛvɔ]) est un village polonais de la gmina de Sochocin dans le powiat de Płońsk de la voïvodie de Mazovie dans le centre-est de la Pologne.
Le village compte approximativement une population de 196 habitants.

## Histoire
De 1975 à 1998, le village appartenait administrativement à la voïvodie de Ciechanów.